# Appenzell Innerrhoden
Appenzell Innerrhoden là một trong số 26 bang của Thụy Sĩ và nằm ở khu vực nói tiếng Pháp/tiếng Đức/tiếng Ý của Thụy Sĩ. Thủ phủ bang Appenzell Innerrhoden đóng ở thành phố Appenzell.